# 히말라야쥐
히말라야쥐(Rattus nitidus)는 시궁쥐속에 속하는 설치류의 일종이다. 히말라야들쥐 또는 흰발인도중국쥐로도 불린다. 널리 분포하며 인도와 방글라데시, 네팔, 부탄, 중국, 미얀마, 라오스, 태국, 베트남에서 발견된다. 광범위한 인도네시아와 팔라우, 필리핀 개체군은 도입종이다. 흔하게 발견되는 종으로 국제 자연 보전 연맹(IUCN)이 보전 등급을 “관심대상종”으로 분류하고 있다.

## 분류학
히말라야들쥐는 인도와 네팔에서 연구 활동을 한 영국 박물학자 겸 민족학자 호지슨(Brian Houghton Hodgson)이 1845년에 학명 Mus nitidus라는 이름으로 처음 기술했지만, 그 후 시궁쥐속(Rattus)으로 옮겨졌다. 2종의 아종 R. n. nitidus, R. n. obsoletus가 알려져 있다. 최근 분자생물학 계통분류 연구를 통해 밝혀진 바에 의하면 히말라야들쥐의 근연종은 시궁쥐 (Rattus norvegicus)로 형태학 연구를 통해서도 확인되고 있다.

## 특징
꼬리를 제외한 몸길이는 160~180mm이다. 털 각각은 회색이고, 부드러운 등 쪽 털은 갈색을 띠며 배 쪽은 희끄무레하다. 발은 희고 뒷발은 시궁쥐보다 좁으며, 나무 등을 오를 때 붙잡기 좋게 발바닥에 굴곡이 있다.

## 분포 및 서식지
아시아 남동부의 토착종이다. 인도 북부와 부탄, 네팔 그리고 분포 가능성이 있는 방글라데시와 중국 중부와 남부, 동부 지역을 거쳐 남쪽으로 미얀마와 태국, 라오스, 베트남에 분포한다. 팔라우와 필리핀, 인도네시아에도 도입되어 발견된다. 일반적으로 일차림과 이차림 모두에서 서식하며, 해발 고도 최대 2750m 높이까지 발견된지만 적응력이 높은 종으로 플랜테이션과 농경지, 사람이 거주하는 주변 지역에서도 서식한다.

## 보전 상태
히말라야쥐는 개체수가 풍부하고 적응력이 뛰어난 종으로 분포 지역이 아주 넓고 수많은 상이한 환경에서도 살 수 있다. 알려진 특별한 멸종 위협 요인이 없기 때문에 국제 자연 보전 연맹(IUCN)이 보전 등급을 “관심대상종”으로 분류하고 있다.